# Matt Shultz
 (août 2011).
Si vous disposez d'ouvrages ou d'articles de référence ou si vous connaissez des sites web de qualité traitant du thème abordé ici, merci de compléter l'article en donnant les références utiles à sa vérifiabilité et en les liant à la section « Notes et références ».
Pour les articles homonymes, voir Shultz.
Matthew Ray Shultz, né le 23 octobre 1983, est un musicien américain. Il est le chanteur du groupe Cage The Elephant, originaire de Bowling Green, au Kentucky. Il est connu pour son énergie durant les concerts et sa propension au crowd surfing, au stage diving ou au travestissement.
Matt Shultz a été élevé à Bowling Green, au Kentucky, avec son frère Brad Shultz (guitariste rythmique), et les autres membres du groupe, Daniel Tichenor (bassiste, chœurs), Lincoln Parish (guitariste soliste), et Jared Champion (batteur, percussionniste).
Il a également déclaré avoir eu une dépendance à la méthadone par le passé, mais affirme être clean à présent.